# Зимна приказка
„Зимна приказка“ (на английски: The Winter's Tale) е пиеса от английския драматург Уилям Шекспир. Тя е поставена през 1611 г. в Лондон, но е публикувана за пръв път в т.нар. Първо фолио от 1623 година. Макар че при появата си е описана като комедия, в съвременните изследвания пиесата обикновено е определяна като романс.

## Място на действието
Действието се развива в Сицилия и Бохемия.

## Действащи лица
- Леонт – крал на Сицилия
- Мамилий – принц на Сицилия, момче
- Камило, Аантигон, Клеомен, Дион – сицилиански благородници
- Хермиона – съпруга на Леонт
- Пердита – дъщеря на Леонт и Хермиона
- Паулина – съпруга на Антигон
- Емилия – придворна дама на Хермиона
- Поликсен – крал на Бохемия
- Флоризел – принц на Бохемия
- Овчарят – мним баща на Пердита
- Гламчо – негов син; смешник
- Автолик – мошеник
- Архидам – бохемски благородник
- Моряк
- Тъмничар
- Мопса, Доркос – овчарки
- Благородници, придворни дами, съдебни служители, слуги, овчари и овчарки.
- Времето – като Хор